# Saarijärvi (sjö i Finland, Norra Savolax)
Saarijärvi är en sjö i Finland. Den ligger i kommunen Kaavi i landskapet Norra Savolax, i den centrala delen av landet, 400 km nordost om huvudstaden Helsingfors. Saarijärvi ligger 101,6 meter över havet. Den är 34 meter djup. Arean är 13,89 kvadratkilometer och strandlinjen är 94,88 kilometer lång. Sjön  ingår i Vuoksens huvudavrinningsområde.   I omgivningarna runt Saarijärvi växer i huvudsak blandskog.
Saarijärvi är vid kanotleden Vaikkojoki.